# The Plough and the Stars
The Plough and the Stars (bra Horas Amargas) é um filme estadunidense de 1937, do gênero drama, dirigido por John Ford, com roteiro de Dudley Nichols baseado na peça teatral The Plough and the Stars, de Seán O'Casey.

## Elenco
- Barbara Stanwyck ... Nora Clitheroe
- Preston Foster ... Jack Clitheroe
- Barry Fitzgerald ... Fluther Good
- Denis O'Dea ... jovem Covey
- Eileen Crowe ... Bessie Burgess
- F.J. McCormick ... Capitão Brennan
- Una O'Connor ... Maggie Gogan
- Arthur Shields ... Padraic Pearse

## Sinopse
Dona de hospedaria em Dublin tenta se alienar da agitação política na cidade, mas descobre que seu marido se juntou aos rebeldes que tentam expulsar os britânicos do país.